# Carl Theodore Liebermann
Carl Theodore Liebermann (Berlim, 23 de fevereiro 1842 — Berlim, 28 de dezembro de 1914) foi um químico alemão.

## Vida
Liebermann estudou na Universidade de Heidelberg, onde Robert Bunsen era professor. Juntou-se depois ao grupo de Adolf von Baeyer na Universidade de Berlim, onde obteve o doutorado em 1865.
Sintetizou em 1868, juntamente com Carl Gräbe, o corante vermelho alaranjado alizarina. Após a habilitação em 1870 foi professor na Universidade de Berlim após Adolf von Baeyer mudar-se para a Universidade de Estrasburgo. Faleceu em 1914, logo após aposentar-se.

## Trabalho

Em 1826 o químico francês Pierre Jean Robiquet isolou a partir da raiz da rubia a alizarina, um corante vermelho, e definiu sua estrutura. A descoberta de Liebermann de 1868, que a alizarina pode ser reduzida à forma antraceno, um componente abundante no alcatrão de carvão, abriu o caminho para a alizarina sintética. A patente de Liebermann e Carl Graebe para a síntese da alizarina a partir do antraceno foi registrada um dia antes da patente de William Perkin. A síntese é uma cloração ou bromação do antraceno com uma subsequente oxidação formadora da alizarina. A cooperação com a BASF e especificamente com Heinrich Caro possibilitou a produção de alizarina em larga escala.